# Tutbury Castle
Tutbury Castle er en en ruin af en middelalderfæstning i Tutbury i Staffordshire i England. Det er et Scheduled Ancient Monument.
Fæstningen blev opført som et motte-and-bailey-anlæg efter den normanniske erobring af England, og der var hovedkvarter for Henry de Ferrers, der døde i år 1100. I 1264 blev borgen "næsten ødelagt" af Edvard 1. af England efter Robert de Ferrers' oprør mod kongen. I 1269 fik Edmund Crouchback jorden efter endnu et oprør, og det har siden været en del af Hertugdømmet Lancaster, der også ejer det i dag.
I storhedstiden boede Eleonora af Aquitanien her. Marie Stuart har været fængslet på slottet.